# 塞尼亞島
塞尼亞島是挪威的島嶼，位於特羅姆斯-芬馬克郡，面積1,586平方公里，是挪威第二大島嶼，島上最高點984米，2008年1月1日有7,782名居民。塞尼亞島被稱為「挪威縮影」，因為島上景觀反映該國的各種地貌。

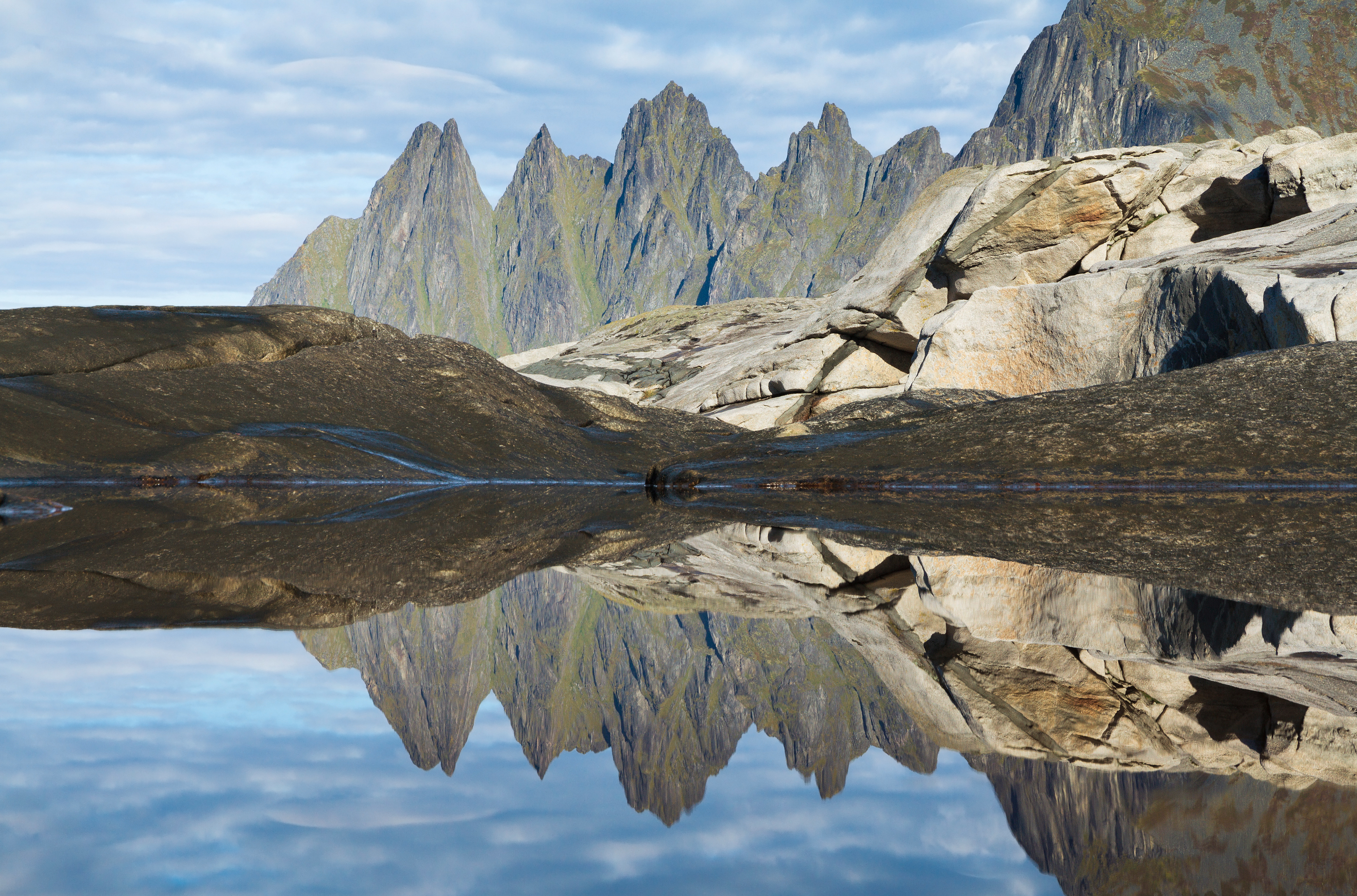
從通厄內塞特遠眺奧克斯霍爾南峰。攝於挪威塞尼亞島。